# ミラ・マンゴールド
ミルドレッド・ミラ・マンゴールド（Mildred "Mila" Mangold、1907年11月14日 - 2022年7月2日）は、ベッシー・ヘンドリックスに次ぎアメリカ国内2番目の高齢者だった長寿の女性。

## 来歴
1907年11月14日生まれ。11歳のころにあった1918年のスペインかぜの流行と、第一次世界大戦から生還した兵士の記憶を覚えている。南カリフォルニアで夫のウォルター・S・マンゴールドと出会う。当時彼は公衆衛生で働いており、世界恐慌の頃に住んでいたロサンゼルスでは保健局で秘書として働いていた。1940年代になると二人はカリフォルニア州バークレーに移り、そこでウォルターはバークレー校の教授になった。95歳まで運転を続けており、100歳になるまでは、隣人にマーマレードを作るために木からオレンジを集めていた。
2021年2月12日、ルーシー・ミリジアンが死去したことによりカリフォルニア州の最高齢者となった。
2022年7月2日、114歳230日で死去した。